# Ia Me
Ia Me là một xã thuộc huyện Chư Prông, tỉnh Gia Lai, Việt Nam.
Xã Ia Me có diện tích 107,89 km², dân số năm 1999 là 3.615 người, mật độ dân số đạt 34 người/km².